# Celastrina echo
Celastrina echo är en fjärilsart som beskrevs av Edwards 1864. Celastrina echo ingår i släktet Celastrina och familjen juvelvingar. Inga underarter finns listade i Catalogue of Life.

## Bildgalleri

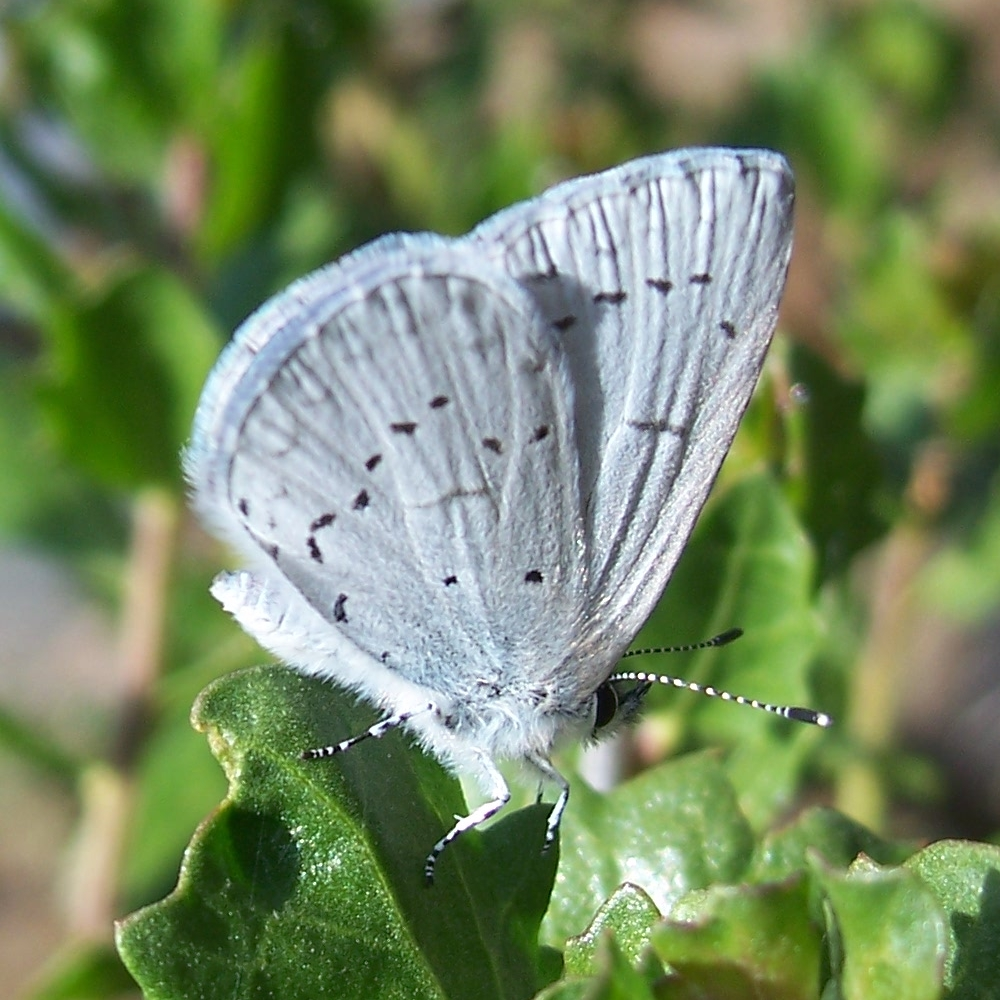
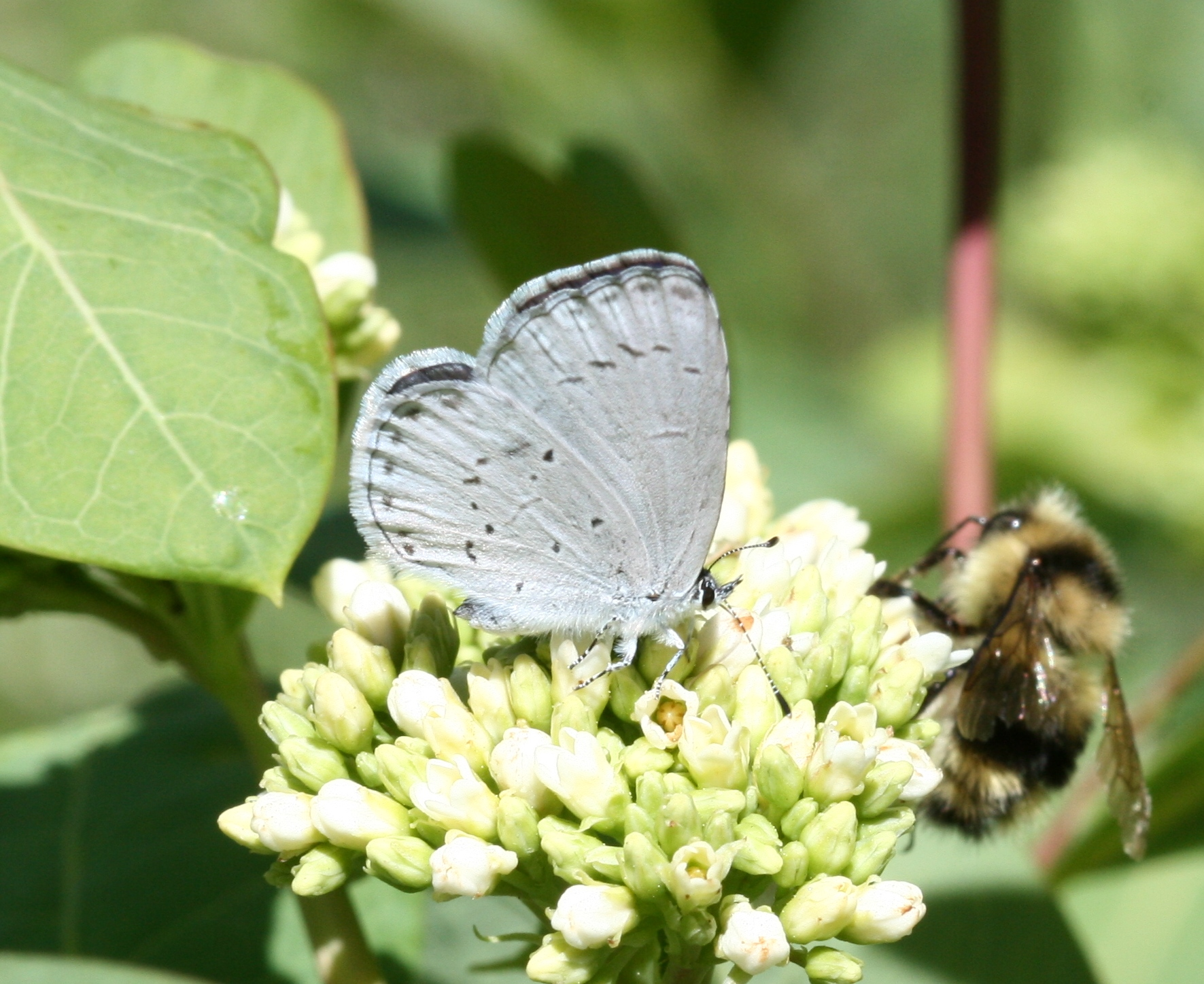
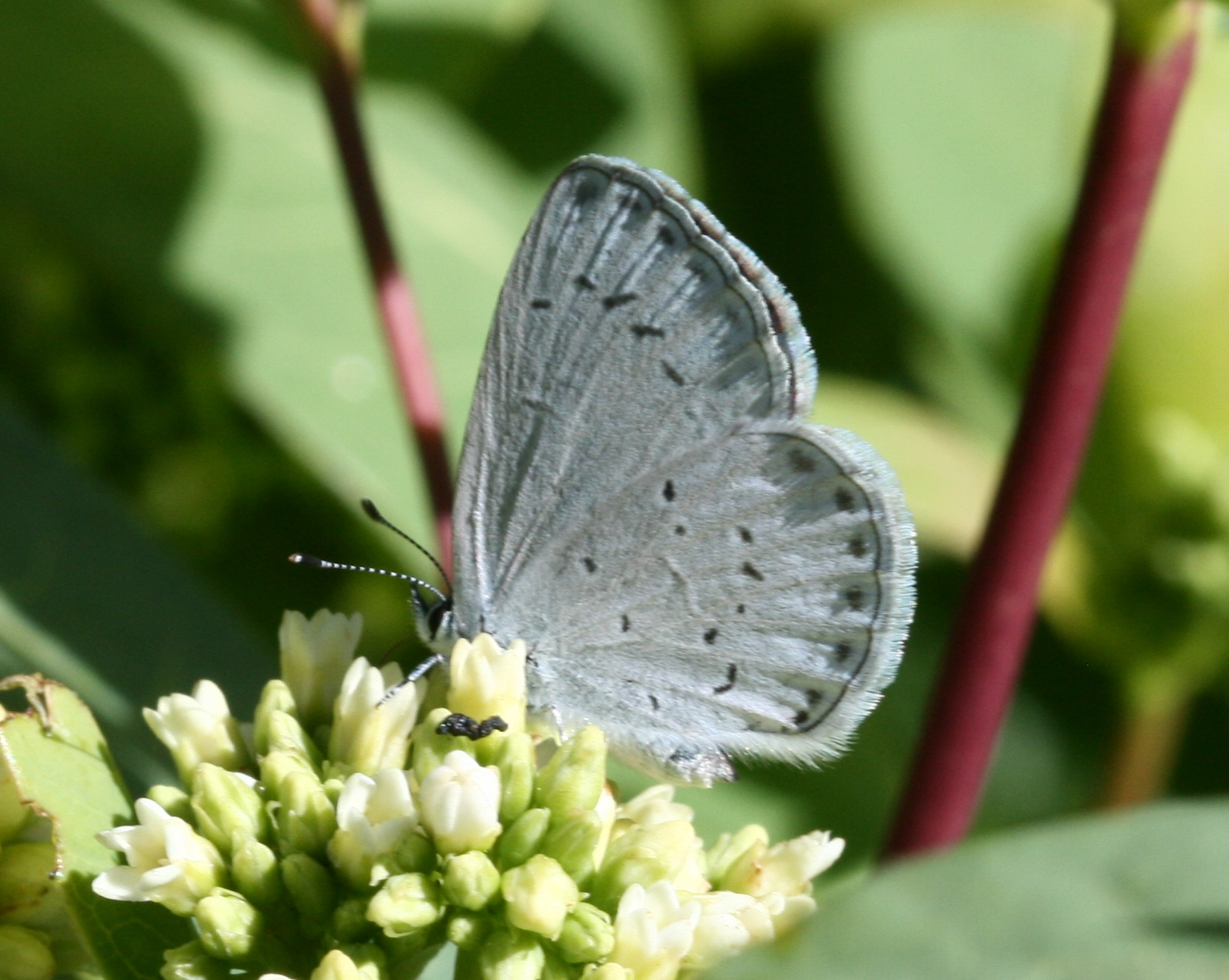